# Världsmästerskapen i alpin skidsport 1987
Världsmästerskapen i alpin skidsport 1987 arrangerades den 27 januari–8 februari 1987 i Crans-Montana i Schweiz.

## Herrar

### Störtlopp
Datum: 31 januari 1987

| Placering | Land    | Namn              | Tid     |
| --------- | ------- | ----------------- | ------- |
| 1         | Schweiz | Peter Müller      | 2.07,80 |
| 2         | Schweiz | Pirmin Zurbriggen | 2.08,13 |
| 3         | Schweiz | Karl Alpiger      | 2.08,20 |

### Super G
Datum: 2 februari 1987

| Placering | Land         | Namn              | Tid     |
| --------- | ------------ | ----------------- | ------- |
| 1         | Schweiz      | Pirmin Zurbriggen | 1.19,93 |
| 2         | Luxemburg    | Marc Girardelli   | 1.20,80 |
| 3         | Västtyskland | Markus Wasmeier   | 1.21,08 |

### Storslalom
Datum: 6 februari 1987

| Placering | Land      | Namn              | Tid     |
| --------- | --------- | ----------------- | ------- |
| 1         | Schweiz   | Pirmin Zurbriggen | 2.32,38 |
| 2         | Luxemburg | Marc Girardelli   | 2.32,45 |
| 3         | Italien   | Alberto Tomba     | 2.33,13 |

### Slalom
Datum: 8 februari 1987

| Placering | Land         | Namn          | Tid     |
| --------- | ------------ | ------------- | ------- |
| 1         | Västtyskland | Frank Wörndl  | 1.54,63 |
| 2         | Österrike    | Günther Mader | 1.54,82 |
| 3         | Västtyskland | Armin Bittner | 1.55,03 |

### Alpin kombination
Datum: 27 januari, 1 februari 1987

| Placering | Land      | Namn              | Poäng |
| --------- | --------- | ----------------- | ----- |
| 1         | Luxemburg | Marc Girardelli   | 28,27 |
| 2         | Schweiz   | Pirmin Zurbriggen | 30,54 |
| 3         | Österrike | Günther Mader     | 41,96 |

## Damer

### Störtlopp
Datum: 1 februari 1987

| Placering | Land         | Namn                | Tid     |
| --------- | ------------ | ------------------- | ------- |
| 1         | Schweiz      | Maria Walliser      | 1.43,80 |
| 2         | Schweiz      | Michela Figini      | 1.44,11 |
| 3         | Västtyskland | Regine Mösenlechner | 1.44,86 |

### Super G
Datum: 3 februari 1987

| Placering | Land        | Namn           | Tid     |
| --------- | ----------- | -------------- | ------- |
| 1         | Schweiz     | Maria Walliser | 1.19,17 |
| 2         | Schweiz     | Michela Figini | 1.20,18 |
| 3         | Jugoslavien | Mateja Svet    | 1.20,23 |

### Storslalom
Datum: 5 februari 1987

| Placering | Land        | Namn            | Tid     |
| --------- | ----------- | --------------- | ------- |
| 1         | Schweiz     | Vreni Schneider | 2.21,22 |
| 2         | Jugoslavien | Mateja Svet     | 2.21,78 |
| 3         | Schweiz     | Maria Walliser  | 2.23,51 |

### Slalom
Datum: 7 februari 1987

| Placering | Land        | Namn             | Tid     |
| --------- | ----------- | ---------------- | ------- |
| 1         | Schweiz     | Erika Hess       | 1.33,30 |
| 2         | Österrike   | Roswitha Steiner | 1.33,55 |
| 3         | Jugoslavien | Mateja Svet      | 1.33,49 |

### Alpin kombination
Datum: 30 januari-31 januari 1987

| Placering | Land      | Namn            | Poäng |
| --------- | --------- | --------------- | ----- |
| 1         | Schweiz   | Erika Hess      | 15,32 |
| 2         | Österrike | Sylvia Eder     | 18,66 |
| 3         | USA       | Tamara McKinney | 24,41 |

## Medaljligan
| Placering | Land         | Guld | Silver | Brons | Totalt |
| --------- | ------------ | ---- | ------ | ----- | ------ |
| 1         | Schweiz      | 8    | 4      | 2     | 14     |
| 2         | Luxemburg    | 1    | 2      | -     | 3      |
| 3         | Västtyskland | 1    | -      | 3     | 4      |
| 4         | Österrike    | -    | 3      | 1     | 4      |
| 5         | Jugoslavien  | -    | 1      | 2     | 3      |
| 6         | Italien      | -    | -      | 1     | 1      |
|           | USA          | -    | -      | 1     | 1      |